# Jérôme Sabbagh
 (mars 2018).
Jérôme Sabbagh est un saxophoniste de jazz français né en 1973.

## Biographie
Jérôme Sabbagh est né à Paris en 1973. Il étudie la musique avec Philippe Chagne, Éric Barret et Jean-Louis Chautemps avant de partir aux États-Unis en 1993, où il poursuit ses études musicales au Berklee College of Music à Boston pendant deux ans. Il y étudie avec George Garzone, Bill Pierce, Dave Liebman, et s'installe à New York en 1995.
Il crée alors le collectif Flipside avec le guitariste Greg Tuohey, le bassiste Matt Penman et le batteur Darren Beckett. Le groupe tourne en Europe et Nouvelle-Zélande durant 5 ans et enregistre un album éponyme chez Naxos Jazz. Dès lors, Jérôme Sabbagh se met à la composition, et joue régulièrement avec Laurent Coq.
Il joue ensuite aux côtés du bassiste Brandon Owens, du batteur Damion Reid, dans le Guillermo Klein's Los Guachos et dans l'octet de Pablo Ablanedo, avec lequel il enregistre From Down There (2000) et Alegria (2002).
Il joue au sein de quatre projets[Quand ?] : un quartet avec Ben Monder, Joe Martin et Ted Poor ; un trio avec Ben Street et Rodney Green ; un autre trio avec Ben Monder et Daniel Humair, et enfin un quartet avec Jozef Dumoulin, Patrice Blanchard et Rudy Royston.
Il enregistre son album Plugged In, sorti en avril 2012 chez Bee Jazz, avec le quartet qu'il forme avec Jozef Dumoulin, Patrice Blanchard et Rudy Royston. L'album est « Choc » de Jazz Magazine, et fait partie de la sélection de Jazz News

## Discographie[5]

### En leader
- Flipside, 1998, Naxos Jazz
- North, 2004, Fresh Sound New Talent [6]
- Pogo, 2007, Sunnyside/Bee Jazz BEE019
- One Two Three, 2008, Bee Jazz BEE028[7]
- I Will Follow You, 2011, Bee Jazz BEE034[8]
- Plugged In, 2012 Bee Jazz BEE049[9]

### En sideman
- Pablo Ablanedo Octet : From Down There, 2001, Fresh Sound New Talent
- Pablo Ablanedo Octet : Alegria, 2003, Fresh Sound New Talent
- Laurent Coq Quartet : Like a Tree in The City, 2003, Sunnyside
- Laurent Coq : Eight Fragment of Summer, 2008, 88 Trees
- Guilherme Monteiro : Air, 2009, BJU Records